# Heinz Giesen
Heinz Giesen CSsR (* 22. März 1940 in Bochum; † 18. Juli 2016 in Bonn) war ein deutscher Ordenspriester und römisch-katholischer Theologe.

## Leben
Heinz Giesen war das erste von fünf Kindern der Eheleute Hubert und Sophie Giesen. Nach seiner Schulzeit und der Lehrabschlussprüfung war er an der Verwaltungsakademie in Bochum im Jahr 1957 zunächst in der Verwaltung tätig. Nach dem Abitur 1962 am Collegium Josephinum Bonn trat er in das Noviziat der Redemptoristen in Trier ein, wo er am 25. März 1963 seine erste Profess ablegte. Von 1963 bis 1968 absolvierte er seine philosophisch-theologischen Studien an der Hochschule der Redemptoristen in Hennef-Geistingen. Adolf Kindermann weihte ihn am 22. Juli 1968 zum Priester. Es folgte ein Zweitstudium am Pontificio Ateneo Sant’Anselmo in Rom, wo er 1970 zum Dr. theol. im Fach Dogmatik promoviert wurde. Nach einem weiteren Aufbaustudium am Päpstlichen Bibelinstitut in Rom wurde er 1982 zum Dr. in re biblica (Exegese) promoviert.
Bereits seit dem Wintersemester 1973 lehrte er an der Hochschule in Hennef als außerordentlicher Professor und seit dem Wintersemester 1976 als ordentlicher Professor für das Fach Exegese. Nach der Auflösung der Redemptoristen-Hochschule 1996 unterrichtete er bis zu seiner Emeritierung im Jahr 2008 neutestamentliche Exegese an der PTH St. Augustin. Zusätzlich hatte er zeitweise Lehraufträge im Studienhaus St. Lambert, an der PTH Münster, an der Gesamthochschule Wuppertal und im WS 2000/2001 eine Gastprofessur an der theologischen Fakultät der KU Eichstätt-Ingolstadt. Heinz Giesen gehörte lange Zeit der Klostergemeinde in Geistingen an. Im Januar 2006 wechselte er in die Kommunität von Bonn.

## Forschung
Giesens besonderes Interesse galt der Johannesapokalypse. Ein weiterer Themenbereich, mit dem er sich intensiv beschäftigte, war die biblische Theologie von der Herrschaft Gottes, umfassend vor allem in seinem Buch "Herrschaft Gottes – heute oder morgen? Zur Heilsbotschaft Jesu und der synoptischen Evangelien". Darin stellte er sich auch gegen die These, dass der historische Jesus, die Evangelisten und mit ihnen die meisten der ersten Christen das baldige Ende der Welt erwarteten (Naherwartung).

## Schriften (Auswahl)
- Zum Problem der Exkommunikation nach dem Matthäus-Evangelium. Athenaeum Anselmianum, Rom 1970, OCLC 77377663 (zugleich Dissertation, Päpstliches Athenaeum Sant’Anselmo 1970).
- Christliches Handeln. Eine redaktionskritische Untersuchung zum Dikaiosynē-Begriff im Matthäus-Evangelium (= Europäische Hochschulschriften. Reihe 23 Theologie. Band 181). Lang, Frankfurt am Main/Bern 1982, ISBN 3-8204-5762-3 (zugleich Dissertation, Biblicum 1982).
- Glaube und Handeln. Band 1. Beiträge zur Exegese und Theologie des Matthäus- und Markus-Evangeliums (= Europäische Hochschulschriften. Reihe 23 Theologie. Band 205). Lang, New York/Frankfurt am Main/Bern 1983, ISBN 3-8204-7650-4.
- Glaube und Handeln. Band 2. Beiträge zur Exegese und Theologie des Neuen Testaments (= Europäische Hochschulschriften. Reihe 23 Theologie. Band 215). Lang, New York/Frankfurt am Main/Bern 1983, ISBN 3-8204-7642-3.
- Johannes-Apokalypse (= Stuttgarter kleiner Kommentar. Neues Testament NF. Band 18). Verlag Katholisches Bibelwerk, Stuttgart 1986, ISBN 3-460-15481-0.
  - Johannes-Apokalypse (= Stuttgarter kleiner Kommentar. Neues Testament NF. Band 18). 2. Auflage, Verlag Katholisches Bibelwerk, Stuttgart 1989, ISBN 3-460-15481-0.
  - Johannes-Apokalypse (= Stuttgarter kleiner Kommentar. Neues Testament NF. Band 18). 3. Auflage, Verlag Katholisches Bibelwerk, Stuttgart 1992, ISBN 3-460-15481-0.
  - Johannes-Apokalypse (= Stuttgarter kleiner Kommentar. Neues Testament NF. Band 18). 4. Auflage, Verlag Katholisches Bibelwerk, Stuttgart 1996, ISBN 978-3-460-15481-0.
  - Jindřich Slabý (Übersetzer): Kniha Zjevení apoštola Jana (= České Katolické Biblické Dílo. Řada Českého Katolického Biblického Díla. Band 8). Karmelitánské Nakladat, Kostelní Vydří 1999, ISBN 80-7192-330-3.
- mit Dieter Bauer und Wolfgang Baur: Ermutigung zum Christsein. Offenbarung (=  Bibelauslegung für die Praxis. Band 27). Verlag Katholische Bibelwerk, Stuttgart 1992, ISBN 3-460-25271-5.
- Herrschaft Gottes – heute oder morgen? Zur Heilsbotschaft Jesu und der synoptischen Evangelien (= Biblische Untersuchungen. Band 26). Pustet, Regensburg 1995, ISBN 3-7917-1454-6.
- Die Offenbarung des Johannes (= Regensburger Neues Testament). Pustet, Regensburg 1997, ISBN 3-7917-1520-8.
- Studien zur Johannesapokalypse (= Stuttgarter biblische Aufsatzbände. Neues Testament. Band 29). Verlag Katholische Bibelwerk, Stuttgart 2000, ISBN 978-3-460-06291-7.
- Jesu Heilsbotschaft und die Kirche. Studien zur Eschatologie und Ekklesiologie bei den Synoptikern und im ersten Petrusbrief (= Bibliotheca Ephemeridum theologicarum Lovaniensium. Band 179). Leuven Univ. Press/Peeters, Leuven/Paris/Dudley 2004, ISBN 2-87723-817-2.